# Joe Grima
Joe Grima, né le 4 février 1936 à Zejtun et mort le 3 février 2017, est un journaliste et un homme politique maltais.

## Biographie
Il commence sa carrière journalistique comme reporter pour le Times of Malta. En 1961, il se joint à la compagnie Rediffusion et contribue à de nombreuses émissions de radio et de télévision. En 1971, il est nommé président de la Malta Broadcasting Authority.

### Carrière politique
Il se lance en politique en 1976 en se présentant aux élections pour le Parti travailliste. Il est élu et devient l'émissaire spécial du premier ministre. Après les élections de 1981, il est nommé ministre de l'Industrie. En 1983, il obtient le ministère du Tourisme.
Il quitte la politique en 1992 pour se consacrer à nouveau au journalisme et à la télévision.